# Cody Hollister
Cody Hollister (Bend, 18 novembre 1993) è un giocatore di football americano statunitense che milita nel ruolo di wide receiver per i Tennessee Titans della National Football League (NFL). Fu ingaggiato dai Patriots nel 2017, dopo non essere stato scelto da nessuna squadra nel corso del draft. Al college giocò a football dapprima con gli Arkansas Razorbacks.

## Carriera professionistica
Cody Hollister firmò con i New England Patriots il 5 maggio 2017, dopo non essere stato scelto da nessuna squadra nel corso del draft. 
Hollister venne svincolato dai Patritos il 2 settembre 2017 per firmare, sempre con i Patriots, un nuovo contratto per un posto nella squadra di allenamento.
Il 6 febbraio 2018 Hollister firmò con i Patriots un nuovo contratto, per la stagione successiva.

## Famiglia
Cody Hollister è fratello gemello di Jacob Hollister.